# 제3차 고려-거란 전쟁
1011년 정월 개경에 돌아온 현종은 거란에 친조하지 않았고, 강동 6주를 반환해 달라는 요청에도 응하지 않았으며, 1013년 거란과 국교를 끊고 다음 해에 송나라와 다시 교류하였으므로 거란은 1018년 12월 소배압이 이끄는 10만 대군으로 다시 고려를 침공하였다.
그러자 고려는 서북면행영도통사(西北面行營都統使)로 있던 강감찬을 상원수, 강민첨을 부원수로 삼아 20만 대군으로 이에 대비하였다. 흥화진 전투에서 고려는 1만 2천여 명의 기병을 산골짜기에 매복시키고, 굵은 밧줄로 쇠가죽을 꿰어 성 동쪽의 냇물을 막았다가 적병이 이르자 막았던 물을 일시에 내려보내 혼란에 빠진 거란군을 크게 무찔렀다. 
거란군은 초반부터 큰 피해를 입었음에도 후퇴하지 않고, 고려군의 이어진 공격을 피하여 개경으로 나아가다가 자주(慈州)에서 강민첨의 공격을 받았으며, 고려군의 청야 전술로 인해 식량 공급에도 큰 차질을 빚었다. 소배압은 다음 해 정월 개경에서 멀지 않은 신은현(新恩縣)에 도달했으나 개경을 함락할 수 없음을 깨닫고 군사를 돌려 퇴각하였다.
강감찬은 자주와 신은현에서 고려군의 협공으로 인해 패퇴하는 거란군을 추격하여 귀주(龜州)에서 적을 섬멸했는데, 이 전투를 귀주대첩이라 한다. 거란군 10만 명 중에서 생존자는 겨우 수천 명에 불과하였다.

## 같이 보기
- 고려-거란 전쟁